# Dorohožyči (stanice metra v Kyjevě)
Dorohožyči (ukrajinsky Дорогожичі) je stanice kyjevského metra na Syrecko-Pečerské lince. Stanice byla otevřena v rámci pátého úseku linky Syrecko-Pečerska dne 30. března 2000 a nachází se pod křižovatkou ulic Jurije Illjenka a Oleny Telihy. Poblíž stanice se nachází pomník obětem masakru v Babím Jaru a Kyjevská televizní věž.

## Konstrukce stanice
První zmínka stanice je v mapě z roku 1970, tahle mapa zobrazovala plánované stanice třetí linky, na ní se objevil název Novookružna. Další plánováné názvy byly také Syrecka, ul. Oleny Telihy či ul. Demjana Korotčenka. Výstavba úseku mezi stanicemi Lukjanivska a Dorohožyči se začala stavět v 90. letech 20. století a měla obsahovat dvě stanice, zatímco stanice Dorohožyči byla otevřena, u stanice Hercena se nevystavěla ani střední loď stanice a tak stanice zůstává stále uzavřena. Úsek se nachází hluboko pod zemí a Ukrajina v té době trpěla hyperinflací, proto se rozhodlo vystavět pouze jednu stanici a to Dorohožyči. Stanice byla otevřena 30. března 2000.

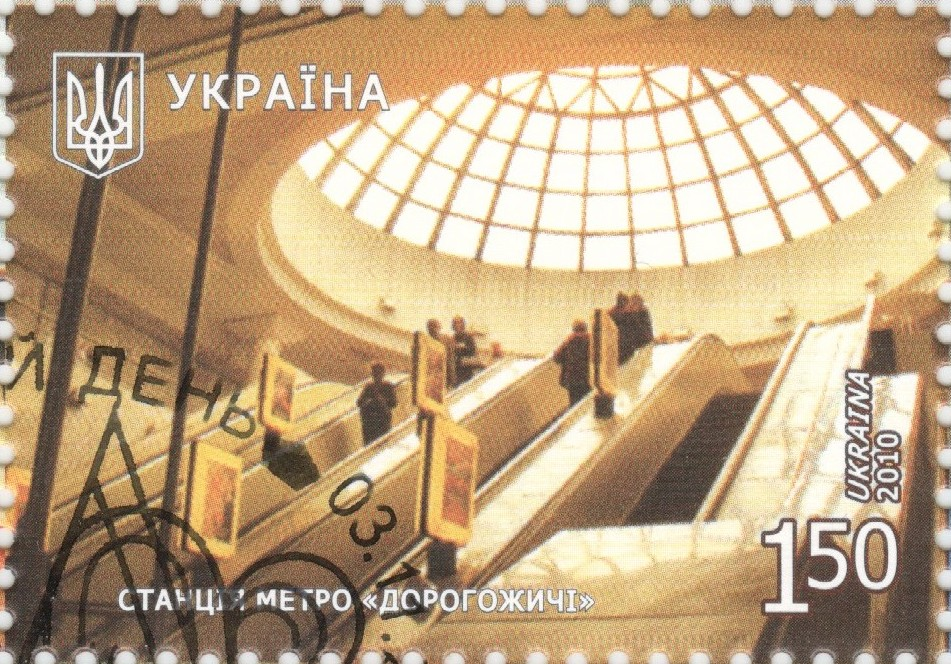
Poštovní známka s vestibulem stanice, stanice je jedna z mála, která má svůj vlastní nadzemní vestibul.

## Charakteristika stanice
Stanice je trojlodní, kdy pilíře jsou vyzdobeny v zeleném mramoru a okraje mezi pilíři jsou z bílého mramoru. Střední loď je také obložena plastovým obložením (které se nachází i u stanic linky B v Praze) a na konci lodi se nachází obraz kostela svatého Cyrila. Z střední lodi vede jeden tunel do samostatného nadzemního vestibulu, jež ústí do křižovatky ulic Jurije Illjenka, Akademika Ščusjeva a Oleny Telihy.